# Grand Prix Holandii 1950
Grand Prix Holandii 1950, oficj. 1e Grote Prijs van Nederland – nieoficjalny wyścig Formuły 1, który odbył się 23 lipca 1950 roku na torze Zandvoort. Był to jednocześnie pierwszy wyścig Formuły 1 pod nazwą „Grand Prix Holandii”.

## Lista startowa
Źródło: StatsF1
Na niebieskim tle zgłoszenia rezerwowe.
| Nr | Kierowca                | Zespół                        | Samochód            | Silnik       | Opony |
| -- | ----------------------- | ----------------------------- | ------------------- | ------------ | ----- |
| 2  | Juan Manuel Fangio      | Scuderia Achille Varzi        | Maserati 4CLT/48    | Maserati R4T | P     |
| 4  | José Froilán González   | Scuderia Achille Varzi        | Maserati 4CLT/48    | Maserati R4T | P     |
| 6  | Luigi Villoresi         | Scuderia Ferrari              | Ferrari 125         | Ferrari V12T | P     |
| 8  | Alberto Ascari          | Scuderia Ferrari              | Ferrari 166         | Ferrari V12  | P     |
| 10 | Peter Whitehead         | P.N. Whitehead                | Ferrari 125         | Ferrari V12T | D     |
| 12 | Raymond Sommer          | Automobiles Talbot-Darracq SA | Talbot-Lago T26C-DA | Talbot R6    | D     |
| 14 | Johnny Claes            | Ecurie Belge                  | Talbot-Lago T26C    | Talbot R6    | D     |
| 16 | Philippe Étancelin      | Automobiles Talbot-Darracq SA | Talbot-Lago T26C-DA | Talbot R6    | D     |
| 18 | Louis Rosier            | Automobiles Talbot-Darracq SA | Talbot-Lago T26C    | Talbot R6    | D     |
| 20 | Yves Giraud-Cabantous   | Automobiles Talbot-Darracq SA | Talbot-Lago T26C-DA | Talbot R6    | D     |
| 22 | Enrico Platé            | Enrico Platé                  | Maserati 4CLT/48    | Maserati R4T | P     |
| 22 | Emmanuel de Graffenried | Enrico Platé                  | Maserati 4CLT/48    | Maserati R4T | P     |
| 24 | Prince Bira             | Enrico Platé                  | Maserati 4CLT/48    | Maserati R4T | P     |
| 26 | Reg Parnell             | Scuderia Ambrosiana           | Maserati 4CLT/48    | Maserati R4T | D     |
| 28 | David Murray            | Scuderia Ambrosiana           | Maserati 4CLT/48    | Maserati R4T | D     |
| 28 | Louis Chiron            | Scuderia Ambrosiana           | Maserati 4CLT/48    | Maserati R4T | D     |
| Nr | Kierowca                | Zespół                        | Samochód            | Silnik       | Opony |

## Wyniki

### Kwalifikacje
Źródło: ChicaneF1
| P  | Nr | Kierowca              | Konstruktor(-silnik) | Opony | Czas   | Odstęp | Strata |
| -- | -- | --------------------- | -------------------- | ----- | ------ | ------ | ------ |
| 1  | 12 | Raymond Sommer        | Talbot-Lago          | D     | 1:51,8 | -      | -      |
| 2  | 2  | Juan Manuel Fangio    | Maserati             | P     | 1:53,0 | 0:01,2 | 0:01,2 |
| 3  | 4  | José Froilán González | Maserati             | P     | 1:54,7 | 0:01,7 | 0:02,9 |
| 4  | 18 | Louis Rosier          | Talbot-Lago          | D     | 1:55,0 | 0:00,3 | 0:03,2 |
| 5  | 6  | Luigi Villoresi       | Ferrari              | P     | 1:55,0 | 0:00,0 | 0:03,2 |
| 6  | 20 | Yves Giraud-Cabantous | Talbot-Lago          | D     | 1:55,2 | 0:00,2 | 0:03,4 |
| 7  | 8  | Alberto Ascari        | Ferrari              | P     | 1:56,9 | 0:01,7 | 0:05,1 |
| 8  | 24 | Prince Bira           | Maserati             | P     | 1:57,4 | 0:00,5 | 0:05,6 |
| 9  | 16 | Philippe Étancelin    | Talbot-Lago          | D     | 1:57,6 | 0:00,2 | 0:05,8 |
| 10 | 26 | Reg Parnell           | Maserati             | D     | 1:58,3 | 0:00,7 | 0:06,5 |
| 11 | 10 | Peter Whitehead       | Ferrari              | D     | 1:58,4 | 0:00,1 | 0:06,6 |
| 12 | 14 | Johnny Claes          | Talbot-Lago          | D     | 1:59,7 | 0:01,3 | 0:07,9 |
| 13 | 22 | Enrico Platé          | Maserati             | P     | 2:01,4 | 0:01,7 | 0:09,6 |
| 14 | 28 | David Murray          | Maserati             | D     | 2:08,1 | 0:06,7 | 0:16,3 |
| P  | Nr | Kierowca              | Konstruktor(-silnik) | Opony | Czas   | Odstęp | Strata |

### Wyścig

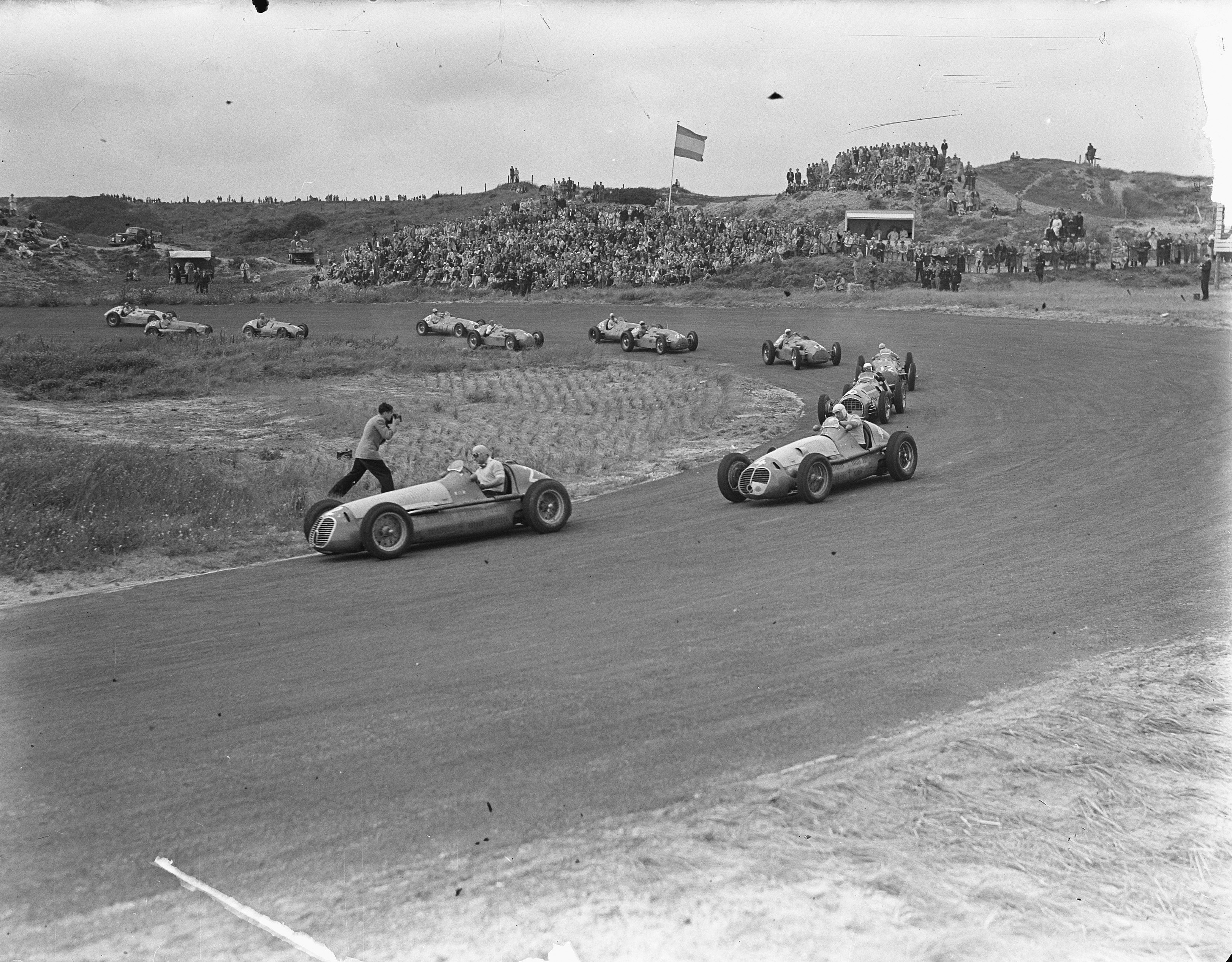
Kierowcy po starcie Grand Prix Holandii 1950

Źródło: ChicaneF1
| P                 | + / – | Nr | Kierowca              | Konstruktor | Opony | Okr. | Czas / Strata | Komentarz       |
| ----------------- | ----- | -- | --------------------- | ----------- | ----- | ---- | ------------- | --------------- |
| 1                 | 3     | 18 | Louis Rosier          | Talbot-Lago | D     | 90   | 3h03:36,3     |                 |
| 2                 | 3     | 6  | Luigi Villoresi       | Ferrari     | P     | 90   | +1:13,0       |                 |
| 3                 | 4     | 8  | Alberto Ascari        | Ferrari     | P     | 90   | +1:13,5       |                 |
| 4                 | 7     | 10 | Peter Whitehead       | Ferrari     | D     | 88   | +2 okr.       |                 |
| 5                 | 3     | 24 | Prince Bira           | Maserati    | P     | 87   | +3 okr.       |                 |
| 6                 | 5     | 28 | David Murray          | Maserati    | D     | 85   | +5 okr.       |                 |
| 7                 | 4     | 28 | José Froilán González | Maserati    | P     | 84   | +6 okr.       |                 |
| Niesklasyfikowani |       |    |                       |             |       |      |               |                 |
|                   |       | 14 | Johnny Claes          | Talbot-Lago | D     | 77   |               | wypadek         |
|                   |       | 16 | Philippe Étancelin    | Talbot-Lago | D     | 60   |               | przewód olejowy |
|                   |       | 26 | Reg Parnell           | Maserati    | D     | 42   |               | tylna oś        |
|                   |       | 12 | Raymond Sommer        | Talbot-Lago | D     | 37   |               | sprzęgło        |
|                   |       | 2  | Juan Manuel Fangio    | Maserati    | P     | 24   |               | zawieszenie     |
|                   |       | 20 | Yves Giraud-Cabantous | Talbot-Lago | D     | 20   |               | silnik          |
|                   |       | 22 | Enrico Platé          | Maserati    | P     | 1    |               | silnik          |
| P                 | + / – | Nr | Kierowca              | Konstruktor | Opony | Okr. | Czas / Strata | Komentarz       |

### Najszybsze okrążenie
Źródło: ChicaneF1
| Nr | Kierowca       | Konstruktor | Opony | Czas   | Okr. |
| -- | -------------- | ----------- | ----- | ------ | ---- |
| 12 | Raymond Sommer | Talbot-Lago | D     | 1:52,1 |      |